# Alina Pienkowska

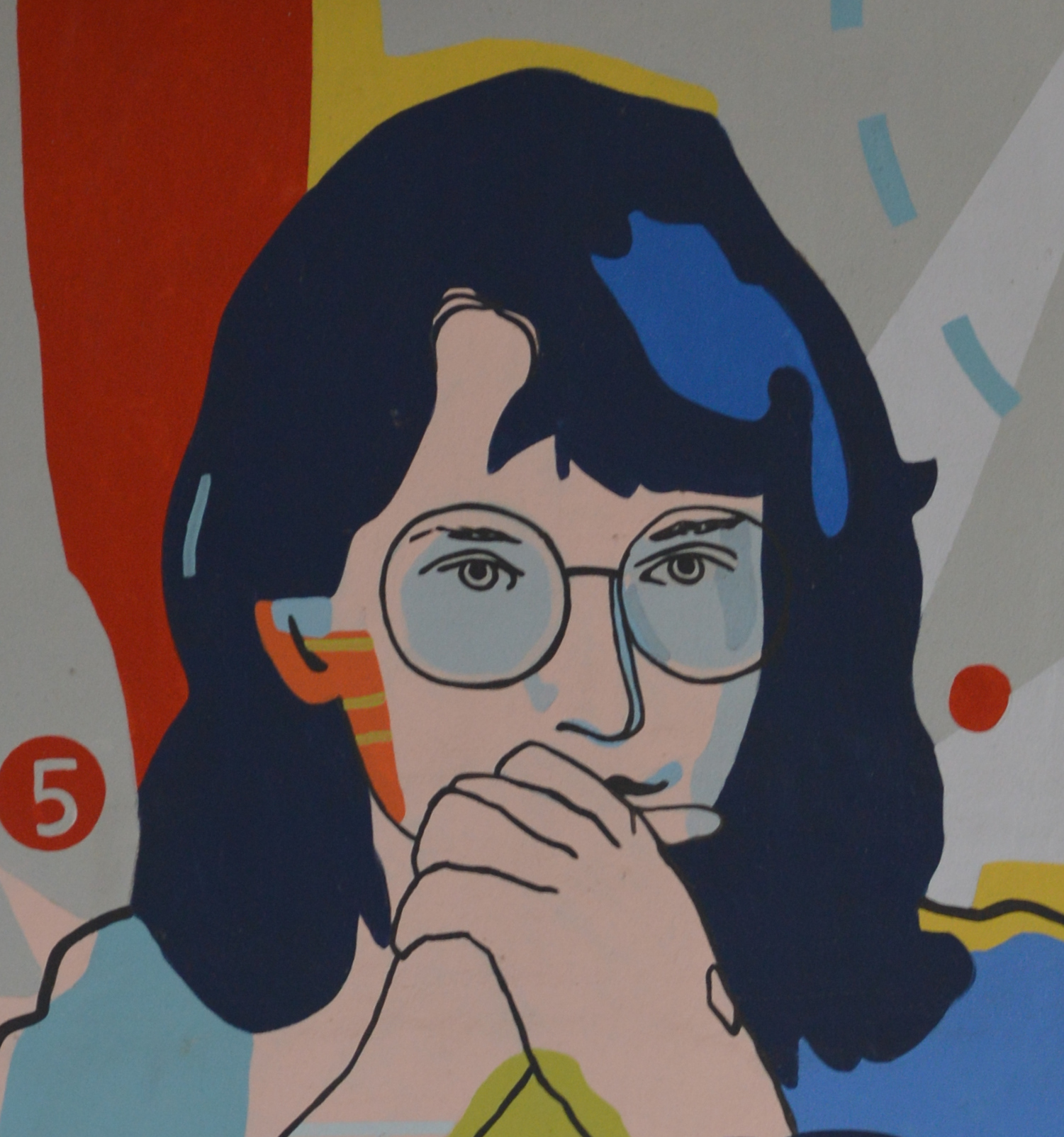
Wizerunek Aliny Pienkowskiej na muralu „Kobiety Wolności” w Gdańsku

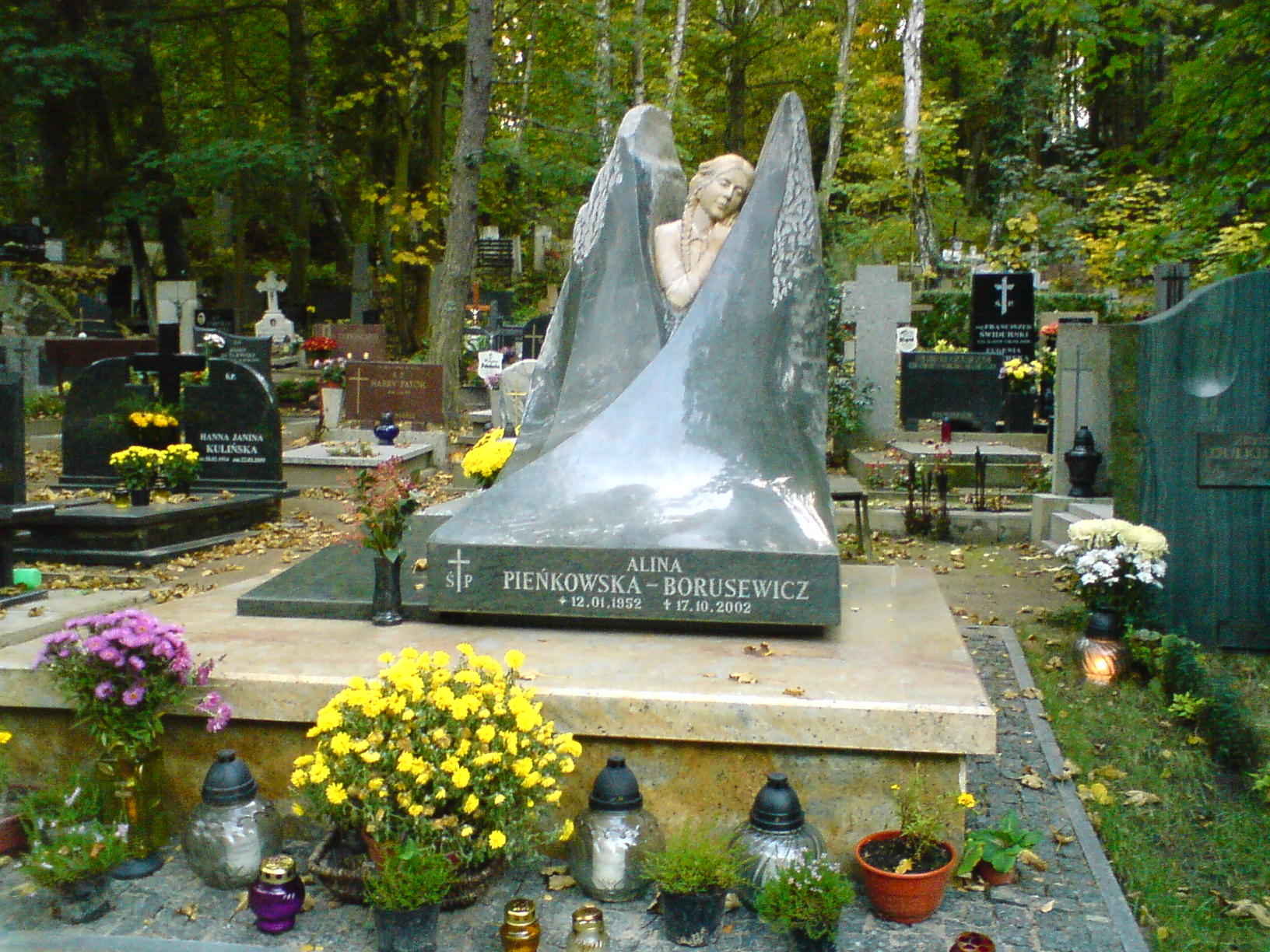
Grób Aliny Pienkowskiej na cmentarzu Srebrzysko w Gdańsku

Alina Barbara Pienkowska (ur. 12 stycznia 1952 w Gdańsku, zm. 17 października 2002 tamże) – polska pielęgniarka i związkowiec, działaczka opozycyjna w okresie PRL, senator II kadencji.

## Życiorys
Córka Tadeusza Pabijana i Heleny z domu Bojdo. Mieszkała w Gdańsku. Absolwentka IX Liceum Ogólnokształcącego w Gdańsku i Wydziału Pielęgniarstwa Pomaturalnego Medycznego Studium Zawodowego w Gdańsku. Od września 1973 pracowała jako pielęgniarka w Szpitalu Wojewódzkim w Gdańsku, od maja 1975 była pielęgniarką pogotowia w Przemysłowym Zakładzie Opieki Zdrowotnej przy Stoczni Gdańskiej.
Od 1978 zaangażowana w działalność Wolnych Związków Zawodowych Wybrzeża. Redagowała niezależne pismo WZZ „Robotnik Wybrzeża”, pisząc m.in. artykuły na temat złych warunków pracy i przyczynach chorób zawodowych. Kolportowała ulotki i niezależną prasę, brała udział w obchodach rocznicowych upamiętniających wydarzenia z grudnia 1970. Poznała wówczas m.in. Bogdana Borusewicza, Andrzeja i Joannę Gwiazdów, Bogdana Lisa, Annę Walentynowicz, Lecha Wałęsę, Krzysztofa Wyszkowskiego. Krzysztof Wyszkowski wspominał:

Uderzyła mnie przede wszystkim jej dziewczęca uroda […] – Taka radosna świeżość […] Ta delikatna kobieta szybko wyrobiła sobie w WZZ własną pozycję, stała się równorzędnym partnerem. Wokół rewizje, aresztowania, zastraszanie, prowokacje, a ona – jakby nigdy nic – robiła swoje.

W związku z prowadzoną działalnością opozycyjną była inwigilowana przez funkcjonariuszy Służby Bezpieczeństwa, najpierw w ramach sprawy operacyjnego sprawdzenia, a od sierpnia 1978 w ramach sprawy operacyjnego rozpracowania (SOR) pod kryptonimem „Pielęgniarka” (operację prowadzono w Wydziale III „A”, następnie w Wydziale III KW MO w Gdańsku). Do inwigilacji Aliny Pienkowskiej wykorzystywano tajnych współpracowników. Objęto ją zakazem wyjazdów zagranicznych na okres 3 lat, wielokrotnie przeszukiwano jej mieszkanie, była też zatrzymywana na 48 godzin. Jedną z represji było również przenoszenie jej z jednej przychodni do drugiej w ramach Przemysłowego Zakładu Opieki Zdrowotnej. W kwietniu 1980 została karnie przeniesiona z przychodni Zakładów Okrętowych Urządzeń Elektrycznych i Automatyki Elmor do przychodni w Stoczni Gdańskiej. Wysunięto wówczas wobec niej nieprawdziwy zarzut zaniedbania w pracy, miało to także doprowadzić do jej zwolnienia. W obronie Aliny Pienkowskiej załoga Elmoru wystosowała petycję do dyrektora PZOZ, pod którą podpisało się około 300 osób. Przeniesienie utrzymano w mocy, pozostała jednak zatrudniona jako pielęgniarka.
14 sierpnia 1980, w dniu rozpoczęcia strajku w Stoczni Gdańskiej i tym samym wydarzeń sierpniowych, Alina Pienkowska przekazała do Radia Wolna Europa (za pośrednictwem Jacka Kuronia) postulaty strajkujących stoczniowców i apel o pomoc żywnościową. 15 sierpnia została przewodniczącą Komitetu Strajkowego w Przemysłowym Zakładzie Opieki Zdrowotnej, a po ukonstytuowaniu się MKS weszła w skład jego prezydium. Była współredaktorką listy 21 postulatów MKS i autorką postulatu numer 16, dotyczącego poprawy funkcjonowania i dostępności opieki zdrowotnej dla Polaków. Jako członkini Prezydium MKS należała do sygnatariuszy porozumień sierpniowych. Wynegocjowała także zgodę rządu na zwolnienie z aresztu osób wspomagających akcję protestacyjną (m.in. Mirosława Chojeckiego).
Po przekształceniu się MKS w Międzyzakładowy Komitet Założycielski Niezależnych Samorządnych Związków Zawodowych (od 17 września 1980 z nazwą „Solidarność”) aktywnie uczestniczyła w zakładaniu struktur związkowych w Polsce. Została wybrana na przewodniczącą w swojej macierzystej organizacji zakładowej, zaangażowała się w działalność struktur Komisji Koordynacyjnej NSZZ „Solidarność” Służby Zdrowia. Przewodniczyła Krajowej Sekcji Służby Zdrowia „Solidarności”.
W trakcie strajku okupacyjnego w Sali Herbowej Urzędu Wojewódzkiego w Gdańsku została przewodniczącą komitetu strajkowego służby zdrowia. Protest, który rozpoczął się 7 listopada 1980 po zerwaniu rozmów między przedstawicielami solidarnościowej służby zdrowia a stroną rządową w sprawie podniesienia płac, trwał 10 dni. Zakończył się podpisaniem porozumienia gwarantującego środowisku służby zdrowia „możliwość dalszych negocjacji postulatów oraz znaczącą kwotową podwyżkę płac”. Piotr Mierzewski, bliski współpracownik Aliny Pienkowskiej, jej postawę z tamtych wydarzeń wspominał następująco:

Stała się postrachem partyjnej i solidarnościowej nomenklatury. […] Ufała tylko osobom, które brały udział w strajku w Sali Herbowej w Urzędzie Wojewódzkim. To była „kadrówka” służby zdrowia […].

W lipcu 1981 została wybrana do prezydium zarządu Regionu Gdańskiego na I Walnym Zebraniu Delegatów NSZZ „Solidarność” w regionie. 29 listopada tegoż roku zrezygnowała z tej funkcji, motywując to protestem wobec metod kierowania związkiem przez Lecha Wałęsę.
13 grudnia 1981, na podstawie decyzji nr 167 wydanej przez komendanta wojewódzkiego MO w Gdańsku, została internowana. Przebywała w Areszcie Śledczym w Gdańsku, Zakładzie Karnym w Bydgoszczy-Fordonie, a od 10 stycznia 1982 w ośrodku odosobnienia w Gołdapi. 23 lipca 1982 internowanie uchylono, a 5 sierpnia zakończono prowadzenie operacji o kryptonimie „Pielęgniarka”. Po powrocie do Gdańska Alina Pienkowska nie zaprzestała działalności antykomunistycznej, współpracując z Regionalną Komisją Koordynacyjną NSZZ „Solidarność”. Z tego powodu w styczniu 1985 funkcjonariusze SB objęli ją obserwacją w ramach SOR o kryptonimie „Gniazdo”, prowadzonej w ramach Inspektoratu 2 WUSW w Gdańsku. Od lutego 1988 jej inwigilację kontynuowano w ramach SOR kryptonim „Sabat-2”.
Alina Pienkowska nie wzięła udziału w obradach Okrągłego Stołu, sama zgadzała się z jego przesłaniem. Kwestię tę motywowała następująco:

Skład delegacji [solidarnościowej] był ustalany przez kolegów z Warszawy. Uważam, że to nie w porządku wobec ludzi, którzy przez cały stan wojenny pracowali na rzecz zmian.

Wraz z mężem Bogdanem Borusewiczem włączyła się w odbudowę struktur regionalnej „Solidarności”, weszła w skład Tymczasowego Zarządu Regionu Gdańskiego NSZZ „Solidarność”, a w latach 1990–1992 była delegatem na Walny Zjazd Delegatów NSZZ „S” Regionu Gdańskiego. Była członkiem prezydium zarządu Regionu Gdańskiego, jako przewodnicząca Krajowej Sekcji Służby Zdrowia NSZZ „Solidarność” angażowała się w reformę służby zdrowia.
W 1991, startując z listy „Solidarności” w pierwszych w pełni demokratycznych wyborach parlamentarnych, uzyskała mandat senatora z poparciem ponad 200 tys. wyborców z województwa gdańskiego. W wyższej izbie parlamentu pracowała w Komisji Polityki Społecznej i Zdrowia.
W wyborach parlamentarnych z 1993 nie ubiegała się o reelekcję. Powróciła do pracy zawodowej jako pielęgniarka w przychodni stoczniowej. Od 1993 działała w Unii Demokratycznej i następnie w Unii Wolności. W 1998 z listy UW została wybrana do Rady Miasta Gdańska, w której zajęła się głównie służbą zdrowia.
Zmarła na skutek choroby nowotworowej. Została pochowana na cmentarzu Srebrzysko w Gdańsku (rejon VI, taras I, rząd 6).

## Życie prywatne
Jej pierwszym mężem był Piotr Pienkowski. 23 grudnia 1984 zawarła związek małżeński z Bogdanem Borusewiczem. Miała dwoje dzieci: Sebastiana i Kingę.

## Odznaczenia, wyróżnienia i upamiętnienie
Zarządzeniem prezydenta RP na uchodźstwie Ryszarda Kaczorowskiego z 11 listopada 1990 została odznaczona Krzyżem Kawalerskim Orderu Odrodzenia Polski. Postanowieniem prezydenta Aleksandra Kwaśniewskiego z 18 października 2002, za wybitne zasługi w działalności na rzecz przemian demokratycznych w Polsce, za pracę społeczną, została pośmiertnie odznaczona Krzyżem Oficerskim Orderu Odrodzenia Polski. Postanowieniem prezydenta Lecha Kaczyńskiego z 3 maja 2006, za wybitne zasługi w działalności na rzecz przemian demokratycznych w Polsce, została pośmiertnie odznaczona Krzyżem Wielkim Orderu Odrodzenia Polski.
W 2000 wyróżniono ją tytułem honorowego obywatela Gdańska.
Alinie Pienkowskiej został poświęcony film dokumentalny Historia pewnego życia z 2003 w reżyserii Andrzeja Titkowa. W 2013 została patronką Ośrodka Profilaktyki i Epidemiologii Nowotworów w Poznaniu. Związkowi Aliny Pienkowskiej i Bogdana Borusewicza poświęcony został jeden z odcinków cyklu dokumentalnego Taka miłość się nie zdarza (2009).
W 2019 jej wizerunek znalazł się na muralu „Kobiety Wolności” na stacji PKM Strzyża w Gdańsku. 31 sierpnia 2020 odsłonięto poświęconą Alinie Pienkowskiej tablicę pamiątkową na fasadzie bloku przy ul. Fitelberga 8 w Strzyży. Została jedną z bohaterek musicalu 1989, koprodukcji Teatru im. Juliusza Słowackiego w Krakowie i Gdańskiego Teatru Szekspirowskiego z 2022; w rolę Aliny Pienkowskiej wcieliła się Karolina Kamińska.